# 吉田漱
吉田 漱（よしだ すすぐ、1922年3月11日 - 2001年8月21日）は、日本の歌人、美術史家。筆名・利根光一。美術史、特に浮世絵に関する研究書で知られる。

## 来歴
東京府で彫刻家の吉田久継の長男として生まれる。1941年、東京美術学校油絵科に入学。1943年、学徒出陣により中国大陸中部を転戦。復員後の1947年に東京美術学校を卒業。同年、アララギ歌会に出席し土屋文明に入門。1948年、アララギの若手集団「芽」に参加。1951年、近藤芳美を中心とする歌誌『未来』の創刊に参加。1969年、「利根光一」のペンネームで著作を著す。
1976年横浜国立大学教育学部講師、1978年岡山大学教育学部助教授、1979年同教授。1985年同大学を退職。1987年まで同大学大学院講師、1990年まで多摩美術大学講師を務めた。
1992年、日本浮世絵協会第11回内山賞受賞。1995年『バスティーユの石』で第31回短歌研究賞受賞。1998年『『白き山』全注釈』で第9回斎藤茂吉短歌文学賞受賞。

## 著書
- 『見ること描くことのたのしさ 美術への手引』緑園書房、1957年
- 『清親 開化期の絵師』緑園書房、1964年
- 『清親』日本浮世絵協会編 山田書院、1968年 浮世絵名作選集
- 『テルの生涯 長谷川テルの歩んだ炎の道と遺児たち』利根光一 要文社、1969年
- 『浮世絵の基礎知識』雄山閣出版、1974年
- 『近藤芳美私註』潮汐社、1976年
- 『浮世絵の見方』渓水社、1977年
- 『小林清親 最後の浮世絵師』蝸牛社、1977年
- 『フィンランディア 吉田漱歌集』雁書館、1982年
- 『土屋文明私記』六法出版社、1987年
- 『浮世絵の基礎知識』増訂版 雄山閣出版、1987年
- 『中村憲吉論考』六法出版社、1990年
- 『『赤光』全注釈』短歌新聞社、1991年
- 『『白き山』全注釈』短歌新聞社、1997年

## 共編著
- 『裸身 鑑賞と写しかた描き方』小島洋之助、花岡正之共著 緑園書房、1956年
- 『清親 芳年/国周/三代広重ほか』高橋誠一郎共著 集英社、1974年（浮世絵大系）
- 歌川広重『東海道五拾三次』集英社、1975年（浮世絵大系）